# Strandby Kirke (Vesthimmerlands Kommune)
|  | Denne artikel omhandler Strandby Kirke i Vesthimmerlands Kommune. Der findes andre kirker med dette navn, se Strandby Kirke |
Strandby Kirke er sognekirken i Strandby Sogn, der hører under Viborg Stift og ligger i Vesthimmerlands Kommune og Gislum Herred.
Strandby Kirke er bygget i slutningen af 1100-tallet. Den har et romansk skib og kor, og den vestlige forlængelse er udført omkring år 1200.
Cirka 1500 opførtes det nuværende gotiske tårn og våbenhuset. På samme tidspunkt blev der udhugget større vinduer mod syd, ligesom koret i stedet for det flade bjælkeloft fik et muret krydshvælv med kalkmalede ornamenter.
Den gamle kirkeklokke findes i våbenhuset. Klokken, som ikke har nogen inskriptioner, er fra 1500-tallet, muligvis støbt af Peter Hansen, Flensborg. Den nye kirkeklokke, som hænger i tårnet, blev skænket til kirken i 1954 af De Smithske Jernstøberier, Ålborg. Det skete på foranledning af kong Frederik 9., der også selv har forfattet inskriptionen: "De Smithske i Aalborg støbte mig Aar 1954 til Strandby Kirke. GUD ALENE ÆREN". Kongens interesse for netop Strandby kirke hang sammen med, at han sammen med sin familie ofte overværede julegudstjenesten her i forbindelse med deres ophold på den nærliggende Jagtgården i Trend.
Kirkens døbefont er romansk og af granit, og dåbsfadet er et Nürnbergarbejde fra 1500-tallet. Fontehimmelen blev bekostet af Niels de Poulson og hustru i 1724, og den fremtræder ligesom resten af kirken i fineste stand efter en restaurering i 1980. Ved samme lejlighed blev i øvrigt også de kalkmalede ornamenter fra 1500-tallet afdækket og konserveret. Et af ornamenterne viser et skjold med en sort stige. Dette menes at være våbenmærket for adelsslægten Fredberg, som fra 1450 ejede Fredberggaard i Farsø Sogn.
I øvrigt fandt man under en omlægning af kirkens tag i 1904 12 potter af ler, indmuret øverst i langmurene med mundingerne ind mod rummet. Ingen kender det præcise formål, men den mest udbredte teori er, at de har været placeret af hensyn til akustik. Arkitektoniske hensyn kan også have været årsagen, ligesom nogle mener, det er et gammelt levn, som skulle holde det onde borte fra kirken.
Kirkens altertavle er fra 1600 og i renæssancestil. Sidefeltsbillederne med korsfæstelsen og opstandelsen er dog først indsat i 1700-tallet.
- Kirkens indre
- Kirkeskib
- Prædikestol
- Strandby Kirke

Alterbordets malmstager er i barokstil og stammer fra midten af 1600-tallet. Alterkalken af sølv er skænket til kirken i 1634 af Christen Sørensen, Stistrup og hans svigerfader, Therkel Ibsen, Strandbygaard. Ligeledes er oblatæsken af sølv, en gave fra ægteparret Niels de Poulson og Gjertrud Hofmann. Parret, der ejede bl.a. Gunderupgaard, prægede i øvrigt med talrige gaver Strandby Kirkes interiør, og de skænkede f.eks. også lysekronerne fra ca. 1725, alterskranken, som er fra 1740. Antagelig var det også dem, der skænkede skriftestolen, som står i korets sydvestlige hjørne og portalen til kirkens prædikestol. Også kirkens dør fra 1743 er en gave fra parret.
Prædikestolen er fra 1639. Den blev bekostet af Axel Juul til Bjørnsholm (i dag Vitskøl Kloster) og Gunderupgaard i 1639. Ligesom altertavlens billeder stammer prædikestolens motiver dog fra 1700-tallet.
Kirkens tårnrum fungerede fra 1741 og frem til 1954 som gravkapel for Niels de Poulson-familien. I 1954 blev kisterne flyttet til gravkælderen under koret, og i stedet opstillede man kirkens nye orgel. Det var i øvrigt skænket af sognets beboere. Man ser stadig Niels de Poulsons og hustruens våbenskjolde på orgelfacaden, hvor man har anvendt en del af det nedtagne, originale pulpitur. Våbenskjoldene pryder i øvrigt også prædikestolsportalen.
På væggene hænger også 13 toarmede lampetter i malm, udført i samme stil som lysekronerne. De er lavet af gørtler H.P. Iversen, Hjørring, bekostet af en tjenestekarl fra Strandby. Han emigrerede som ung til USA, kom til formue og betænkte i sit testamente kirken med en sum penge til dens forskønnelse.
Strandby Kirke har to kirkeskibe. Det største er en prægtig model af Christian 4.s Justitia, bygget af kaptajn A.D. Jensen, Glud og skænket til kirken i 1951 af kong Frederik 9. Det mindste skib er en model af barken København, bygget og skænket af Tobias Hansen, Strandby.